# 越智通勝
越智 通勝（おち みちかつ、1951年1月18日 - ）は、エン・ジャパン株式会社代表取締役会長兼社長。同社の創業者。金光学園高等学校、甲南大学経済学部卒。妻は元フジテレビアナウンサーで会社経営者の高木広子

## 経歴
- 兵庫県芦屋市出身。
- 1974年、甲南大学経済学部を卒業。
- 1983年、（株）日本ブレーンセンターを設立。
- 2000年、サイト運営部門を分社してエン・ジャパン（株）を設立。
- 2006年、事業創造大学院大学の客員教授に就任。

## 著書
- 『仕事を大切に、転職は慎重に。〜自分の仕事を見つめ直す42のスタイル〜』（幻冬舎、2008/9/25）
- 『就職の流儀―人生を良くする40の就活・メソッド』（幻冬舎メディアコンサルティング 、2007/09)
- 『秘伝 就職の極意―これで、息子は10社の内定を獲得した』（ダイヤモンド社、2004/11）
- 『プロのビジネスマンになる　先輩ビジネスマン40名の仕事研究』（ダイヤモンド社、2003/11）
- 『エン・ジャパンの飛躍を支えたCSA経営』（ダイヤモンド社　2024/3）